# Cecile Richards
Cecile Richards (Waco, Texas; 15 de julio de 1957-20 de enero de 2025) fue una política y activista estadounidense conocida por haber sido presidenta de la Federación estadounidense de Planned Parenthood y presidenta del fondo de acción de Planned Parenthood (2006-2018). En 2010, fue elegida miembro de la administración de la Fundación Ford y en 2019 cofundó Supermajority, un grupo de acción política de mujeres.

## Biografía
Richards es hija de la anterior Gobernadora de Texas Ann Richards (de soltera Willis), una política estadounidense y activista. Su padre, David Richards, ejerció la abogacía y desarrolló una práctica que trataba con demandantes de derechos civiles, periódicos y sindicatos. También ganó varios casos históricos, incluida una demanda por derechos de voto que llegó a la Corte Suprema.
Richards Inicialmente fue a la escuela pública  pero, en noveno grado, fue castigada por protestar contra la Guerra de Vietnam llevando un brazalete negro y durante el resto de la secundaria asistió a la progresiva Escuela Episcopal St. Stephen. Los padres de Richards estuvieron inmersos en el activismo político desde sus primeros años. En enero de 1971, a la edad de 13 años, fue nombrada página honoraria del 62.º Legislador del Estado de Texas. A la edad de 16 años, ayudó a su madre a hacer campaña a favor de Sarah Weddington, la abogada que ganó el caso Roe contra Wade, en su candidatura a la legislatura estatal de Texas.
Richards se graduó con un bachelor de grado en historia en Universidad Brown en 1980. Después de graduarse, se convirtió en organizadora laboral para trabajadores de servicios en varios estados, llevando a cabo campañas sindicales para trabajadores de la confección, trabajadores de hogares de ancianos y conserjes.
Al cumplir 30 años, se mudó de regreso a Texas para ayudar con la campaña de su madre, Ann Richards, para gobernadora. Forma parte de la junta directiva de la Fundación Ford, una fundación privada global con la misión de promover el bienestar humano. Fue una de las fundadoras de America Votes, una organización 501 (c) 4 que tiene como objetivo coordinar y promover temas progresistas, y actualmente se desempeña como presidenta. Antes de eso, fue jefa de personal adjunta de Nancy Pelosi, líder demócrata en la Cámara de Representantes de Estados Unidos.
También ha trabajado en la Fundación Turner. En 1996, fundó Texas Freedom Network, una organización de Texas formada para contrarrestar la derecha cristiana. También forma parte de la junta de asesores de Let America Vote, una organización fundada por el ex secretario de Estado de Misuri Jason Kander que tiene como objetivo acabar con la supresión de votantes. También forma parte de la junta de asesores de Let America Vote, una organización fundada por el ex secretario de Estado de Misuri Jason Kander que tiene como objetivo acabar con la supresión de votantes.
Richards renunció como presidenta de Planned Parenthood en 2018 y fue reemplazado por Leana Wen. En abril de 2019, Richards cofundó un nuevo grupo de acción política, Supermajority, para educar y capacitar a las mujeres para promover la agenda política de las mujeres para las elecciones de 2020.

### Supermajority
En abril de 2019, Richards cofundó un nuevo grupo de acción política, Supermajority, que tiene como objetivo capacitar y movilizar a 2 millones de mujeres durante el próximo año para que se conviertan en organizadoras, activistas y líderes antes de las elecciones de 2020 para crear un movimiento multirracial  e intergeneracional por la equidad de las mujeres.

Fundado con las activistas Alicia Garza y Ai-jen Poo, el grupo espera presionar a los políticos para que adopten una agenda similar a lo que Richards llamó «un nuevo acuerdo para mujeres», con temas como derechos de voto, control de armas, licencia familiar remunerada pagar, y otros vistos como 'asuntos blandos como asuntos que impactan a todos. Dado que las mujeres constituyeron la mayoría del electorado en las elecciones de mitad de período de 2018, Supermajority espera promover esta tendencia, educando a las mujeres sobre habilidades organizativas básicas como el registro de votantes y construyendo una plataforma más amplia para las candidatas en las elecciones de 2020. Richards dijo que
el grupo tendrá éxito si el 54 % de los votantes en este país son mujeres y si somos capaces de insertar en este país los problemas que preocupan a las mujeres y elegir un presidente que se comprometa a hacer algo al respecto.

## Escritos
Contribuyó con  "Combating the Religious Right" a la antología de 2003 de Sisterhood Is Forever: The Women's Anthology for a New Millennium, editada por Robin Morgan.
En 2018 Richards publicó sus memorias Make Trouble: Standing Up, Speaking Out, And Finding The Courage To Lead donde habla de cómo se crio y de su carrera profesional.

## Vida personal

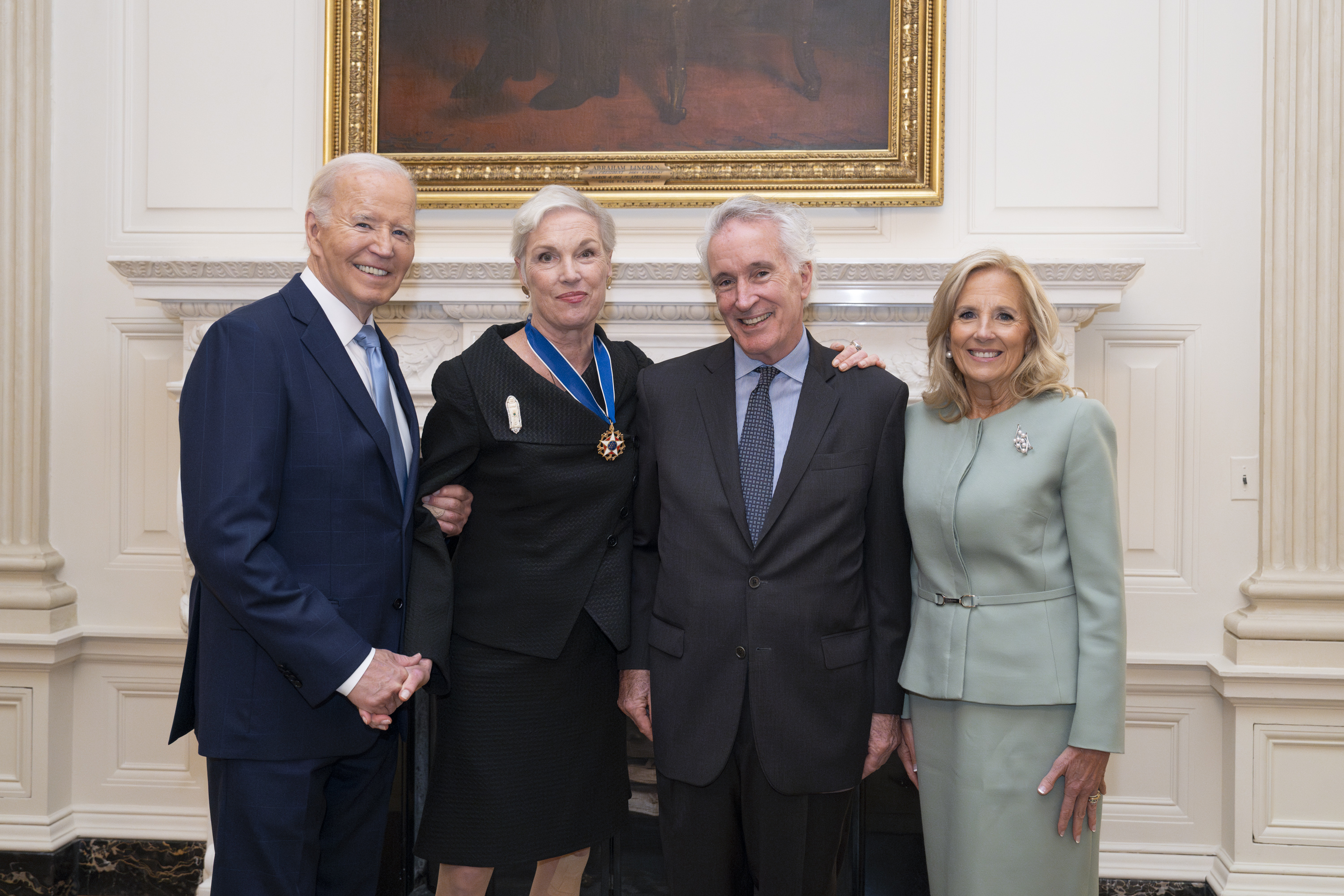
Richards con Presidente Joe Biden en 2024

Richards estuvo casada con Kirk Adams, un organizador laboral del Sindicato Internacional de Empleados de Servicios, y tiene tres hijos. La mayor, Lily Adams, ha trabajado como secretaria de prensa de Tim Kaine luego como asesora de comunicaciones de la campaña presidencial demócrata de Hillary Clinton y fue directora de comunicaciones de la campaña presidencial de Kamala Harris. Vivía junto a su esposo en la ciudad de Nueva York.

## Premios y reconocimientos
- 2010 Puffin/Nation Prize for Creative Citizenship[26]
- Las 100 Personas Más Influyentes en el Mundo de 2012 por el Time magazine´s[27]